# Румянцев, Пётр Ильич
Пётр Ильич Румянцев (18 июня 1895,  д. Нечаевщина, Тверская губерния,   Российская империя — 11 мая 1989, Москва, СССР) — советский военный деятель, генерал-лейтенант технических войск  (11.07.1945).

## Биография
Родился 18 июня 1895 года в деревне Нечаевщина, ныне Пеновского района Тверской области. Русский.
1 июня 1915 года был призван  в Российскую императорскую армию. Участник Первой мировой войны.
С  25 октября 1917 года боец Красной гвардии. С 23  февраля 1918 года  на службе в РККА. Участник Гражданской войны. 
После окончания войны  служил в железнодорожных войсках, окончил Военно-транспортную академию имени Л.М. Кагановича,  занимал командные должности в структуре военных сообщений РККА.
С началом Великой Отечественной войны полковник  Румянцев в  должности - начальник отдела военных сообщений 9-й армия Южного фронта. Находясь на этой должности Румянцев умело и чётко организовал работу своих подчинённых, расставив их на решающих участках для помощи и контроля. Проявил большую личную настойчивость и инициативу в обеспечении всеми способами руководства линейными комендатурами и восстановительными частями. Несмотря на то что  эшелоны, железнодорожные пути, станции Кишенёв, Угрени, Котовск, Раздельная и другие всё время подвергались атакам вражеской авиации сумел добиться быстрой ликвидации разрушенных авиацией противника железнодорожных путей и мостов, чем обеспечил своевременный подвоз личного состава, военной техники и боеприпасов на поле боя, а так же эвакуацию в тыл подвижного состава, имущества и раненых. За что был награждён орденом Красной Звезды, и повышен в должности, став начальником Управления военных сообщений Южного фронта. На этом посту организовывал железнодорожные перевозки для обеспечения проведения Донбасско-Ростовской,  Ростовской,  Харьковской и Донбасской операций.
20 мая 1942 года  генерал-майор технических войск Румянцев назначен начальником Управления военных сообщений Северо-Кавказского фронта. До 3 июля 1942 года войска фронта силами Севастопольского оборонительного района вели оборонительные бои под Севастополем. С 25 июля по 5 августа 1942 года войска фронта вели тяжелые оборонительные бои в нижнем течении Дона, а затем на ставропольском и краснодарском направлениях. В августе-сентябре 1942 года войска фронта провели Армавиро-Майкопскую и Новороссийскую операции, не допустив прорыва противника вдоль Черноморского побережья в Закавказье. За успешное обеспечение доставки железнодорожным транспортом  войск и техники необходимых для данных операций Румянцев  был награждён орденом Красного Знамени.  В январе — начале февраля 1943 года обеспечивал транспортное обеспечение войск фронта  в Северо-Кавказской и Краснодарской операциях.
В марте 1943 года назначен начальником Управления военных сообщений Брянского фронта. Войска фронта участвовали в Орловской стратегической наступательной операции «Кутузов», Брянской операции. За успешное выполнение задания Правительства и военного командования по восстановлению железных дорог, проявленные при этом стойкость и мужество, в сентябре 1943 года  Румянцев  был награждён орденом Ленина.
В октябре 1943 года назначен начальником Управления военных сообщений 2-го Прибалтийского фронта. С 1 по 21 ноября 1943 года войска левого крыла фронта вели наступление на витебско-полоцком направлении. В январе—феврале фронт участвовал в обеспечении Ленинградско-Новгородской операции 1944 года, во время которой в ходе фронтовой Старорусско-Новоржевской операции войска фронта вышли на подступы к Острову, Пушкинским Горам, Идрице.
В мае 1944 года назначен начальником Управления военных сообщений 2-го Украинского фронта обеспечивал Уманско-Ботошанскую операцию и освобождение значительная часть Правобережной Украины и Молдавии. В августе 1944 года участвовал в организации Ясско-Кишинёвской и Бухарестско-Арадской  операций. За время подготовки и проведения этих операций Служба военных сообщений фронта  под руководством Румянцева не допустила  ни одного случая задержки или отмены воинских эшелонов, а личный состав, военная техника, боеприпасы, горючее и другие грузы доставлялись по ж.д. дороге точно в установленные сроки. За что в сентябре 1944 года Румянцев был награждён орденом Богдана Хмельницкого I степени.  
В октябре 1944 года войска фронта участвовали Дебреценской операции, затем   успешно провели Будапештскую стратегическую операцию. В марте-апреле 1945 года войска фронта, участвуя в стратегической Венской операции завершили взятие Венгрии, освободили значительную часть Чехословакии, восточные районы Австрии, её столицу Вену.  С 6 мая 2-й Украинский фронт принял участие в Пражской стратегической операции, в ходе которой завершился разгром германских вооружённых сил, полностью освобождена Чехословакия. За успешное выполнение заданий по организации воинских перевозок Румянцев  был награждён орденом  Кутузова I степени.

Для железнодорожников военных лет не существовало понятия «тыл». Маршал Советского Союза Г. К. Жуков так оценил работу транспорта в этот период: «Работа оперативного тыла в значительной степени зависела от наличия пропускной и провозной способности железных дорог, значение которых в тыловом обеспечении войск было решающим. Без хорошо работающих железных дорог мы не смогли бы осуществить не только большие оперативные перевозки, сравнительно частые во время войны, но и бесперебойный подвоз материально-технических средств на большие расстояния».
— цитата из Поздравления ветеранам железнодорожного транспорта // газета «Гудок» : газета. — 2005. — 7 мая. — С. 1.
После окончания войны  генерал-лейтенант технических войск Румянцев продолжил службу  на должности уполномоченного ЦУП ВОСО Советской Армии и Народного комиссариата путей сообщения СССР в Министерстве путей сообщения Польской Республики, а затем на должности начальника Управления военных сообщений Одесского военного округа. 25 июля 1959 года генерал-лейтенант технических войск Румянцев уволен в отставку.  
Умер 11 мая 1989 года в Москве, похоронен там же.

## Награды
- два ордена Ленина (13.09.1943[4],   21.02.1945[5][6])
- три ордена Красного Знамени (13.12.1942[7], 03.11.1944[8][6], 24.06.1948[9][6])
- орден Кутузова I степени (29.07.1945)[10]
- орден Богдана Хмельницкого I степени (23.09.1944)[11]
- орден Кутузова II степени (09.08.1945)[9]
- орден Отечественной войны I степени (06.04.1985)[12][13]
- два ордена Красной Звезды (05.11.1941[14], 28.10.1967[9])
- медали в том числе:
  - «XX лет Рабоче-Крестьянской Красной Армии» (1938)[11]
  - «За оборону Кавказа» (1944)[9]
  - «За победу над Германией в Великой Отечественной войне 1941—1945 гг.» (1945)[9]
  - «За освобождение Варшавы» (1945)[9]
  - «Ветеран Вооружённых Сил СССР» (1976)

Других государств
 ПНР:
- кавалер командорского креста ордена Возрождения Польши
- медаль «За Варшаву 1939—1945»
- медаль «За Одру, Нису и Балтику»
- медаль «Победы и Свободы»